# 科斯米內萊鄉
45°09′N 25°53′E / 45.150°N 25.883°E
科斯米內萊鄉（羅馬尼亞語：Comuna Cosminele, Prahova），是羅馬尼亞的鄉份，位於該國中南部，由普拉霍瓦縣負責管轄，面積25平方公里，海拔高度380米，2007年人口1,179，人口密度每平方公里47人。